# 군평선이
군평선이(Hapalogenys mucronatus)는 에우페르카리아류 꼽새돔과의 어류로 한국 연안, 일본 남해, 발해만, 동중국해 등에 서식한다. 지역에 따라 쌕쌕이(전남), 꾸돔(경남) 등으로 불린다. 임진왜란 때 군(軍) 관기 ‘평선이’ 집에서 이순신 장군이 먹은 고기라 하여 붙은 이름이다.

## 참조
1. ↑  “보관된 사본”. 2008년 9월 11일에 원본 문서에서 보존된 문서. 2013년 2월 27일에 확인함.
2. ↑  김영주 (2017년 3월 10일). “거문도엔 이순신 장군이 사랑한 못 생긴 '군평선이'가”. 중앙일보. 2017년 5월 14일에 확인함.